# Takumi Shima
Takumi Shima (Tokushima, 3 oktober 1967) is een voormalig Japans voetballer.

## Carrière
Takumi Shima speelde tussen 1986 en 1995 voor Sanfrecce Hiroshima.